# ۱٬۱٬۱٬۲٬۳٬۳٬۳-هپتافلوروپروپان
۱و۱و۱و۲و۳و۳و۳-هپتافلوروپروپان (به انگلیسی: 1,1,1,2,3,3,3-Heptafluoropropane) با فرمول شیمیایی C۳HF۷ یک ترکیب شیمیایی با شناسه پاب‌کم ۶۷۹۴۰ است. که جرم مولی آن ۱۷۰٫۰۳ g/mol می‌باشد. 
بصورت گسترده برای اطفا حریق استفاده می‌شود و بخودی خود برای انسان مضر نیست مگر آنکه این گاز بسوزد (که تولید گاز مضر می‌کند)، لذا توصیه می‌شود قبل از آزادسازی این گاز، محل ترک شود. بدلیل آنکه FM200 جزو گازهای HFC (هیدروفلوئوروکربن) است که بعنوان گاز گلخانه‌ای شناخته می‌شود، لذا استفاده از آن از سال 2022 محدود شده است. 